# Bulbophyllum filamentosum
Bulbophyllum filamentosum là một loài phong lan thuộc chi Bulbophyllum.